# رينيه فينزيل
رينيه فينزيل (بالدنماركية: René Wenzel)‏ هو معلق رياضي دنماركي، ولد في 20 أبريل 1960 في كوبنهاغن في الدنمارك.

## وصلات خارجية
- رينيه فينزيل على موقع أرشيف الدراجات (الإنجليزية)
- رينيه فينزيل على موقع إحصائيات الدراجات الإحترافية (الإنجليزية)